# Seznam druhů pralesniček
Toto je seznam druhů pralesniček:
| Název                     | Latinský název               | Rod          |
| ------------------------- | ---------------------------- | ------------ |
| Pralesnička amazonská     | Ranitomeya amazonica         | Ranitomeya   |
| Pralesnička andská        | Ranitomeya opisthomelas      | Ranitomeya   |
| Pralesnička barvířská     | Dendrobates tinctorius       | Dendrobates  |
| Pralesnička batiková      | Dendrobates auratus          | Dendrobates  |
| Pralesnička brazilská     | Adelphobates galactonotus    | Adelphobates |
| Pralesnička calimská      | Ranitomeya bombetes          | Ranitomeya   |
| Pralesnička chocóská      | Ranitomeya altobueyensis     | Ranitomeya   |
| Pralesnička čarokrásná    | Phyllobates lugubris         | Phyllobates  |
| Pralesnička červenohlavá  | Ranitomeya rubrocephala      | Ranitomeya   |
| Pralesnička drobná        | Oophaga pumilio              | Oophaga      |
| Pralesnička Duellmanova   | Ranitomeya duellmani         | Ranitomeya   |
| Pralesnička dvoubarvá     | Phyllobates bicolor          | Phyllobates  |
| Pralesnička fantastická   | Ranitomeya fantastica        | Ranitomeya   |
| Pralesnička harlekýn      | Dendrobates leucomelas       | Dendrobates  |
| Pralesnička hnědonohá     | Ranitomeya claudiae          | Ranitomeya   |
| Pralesnička klamavá       | Ranitomeya imitator          | Ranitomeya   |
| Pralesnička Lamasova      | Ranitomeya lamasi            | Ranitomeya   |
| Pralesnička Lehmannova    | Oophaga lehmanni             | Oophaga      |
| Pralesnička malá          | Ranitomeya minuta            | Ranitomeya   |
| Pralesnička ohnivá        | Oophaga histrionica          | Oophaga      |
| Pralesnička ořechová      | Adelphobates castaneoticus   | Adelphobates |
| Pralesnička panamská      | Oophaga speciosa             | Oophaga      |
| Pralesnička pětipruhá     | Adelphobates quinquevittatus | Adelphobates |
| Pralesnička pralesní      | Oophaga sylvatica            | Oophaga      |
| Pralesnička proměnlivá    | Ranitomeya variabilis        | Ranitomeya   |
| Pralesnička pruhovaná     | Phyllobates vittatus         | Phyllobates  |
| Pralesnička riosantiagská | Excidobates captivus         | Excidobates  |
| Pralesnička síťkovaná     | Ranitomeya reticulata        | Ranitomeya   |
| Pralesnička skrývavá      | Oophaga occultator           | Oophaga      |
| Pralesnička skvrnobřichá  | Ranitomeya ventrimaculata    | Ranitomeya   |
| Pralesnička Steyermarkova | Minyobates steyermarki       | Minyobates   |
| Pralesnička strašná       | Phyllobates terribilis       | Phyllobates  |
| Pralesnička stromová      | Oophaga arborea              | Oophaga      |
| Pralesnička Summersova    | Ranitomeya summersi          | Ranitomeya   |
| Pralesnička tajemná       | Excidobates mysteriosus      | Excidobates  |
| Pralesnička trojbarvá     | Epipedobates tricolor        | Epipedobates |
| Pralesnička třípruhá      | Dendrobates nubeculosus      | Dendrobates  |
| Pralesnička utajená       | Ranitomeya abdita            | Ranitomeya   |
| Pralesnička Vanzoliniova  | Ranitomeya vanzolinii        | Ranitomeya   |
| Pralesnička Vincenteova   | Oophaga vicentei             | Oophaga      |
| Pralesnička virolínská    | Ranitomeya virolinensis      | Ranitomeya   |
| Pralesnička zelená        | Ranitomeya viridis           | Ranitomeya   |
| Pralesnička zlatopruhá    | Phyllobates aurotaenia       | Phyllobates  |
| Pralesnička zrnitá        | Oophaga granulifera          | Oophaga      |
| Pralesnička žlutobřichá   | Ranitomeya fulgurita         | Ranitomeya   |
| Pralesnička žlutopásá     | Ranitomeya flavovittata      | Ranitomeya   |
| Pralesnička žlutopruhá    | Dendrobates truncatus        | Dendrobates  |